# Helenistično obdobje
Helenizem je bilo grško in sredozemsko zgodovinsko obdobje od smrti Aleksandra Velikega leta 323 pr. n. št. (konec klasične dobe) do priključitve Egipta kot zadnje helenistične države rimskemu imperiju leta 30 pr. n. št.
Helenizem je politično najbolj zaznamoval razpad makedonskega imperija na več držav diadohov, Aleksandrovih naslednikov, ki so se med sabo nenehno spopadale. Sčasoma so se izoblikovale tri stabilne helenistične sile: Ptolemajsko kraljestvo v Egiptu, Selevkidsko cesarstvo na Bližnjem in Srednjem Vzhodu ter Makedonsko kraljestvo pod Antigonidi v matični Grčiji. Medtem ko je bil prej ves grški svet razdrobljen na mestne države (polis), so zdaj prevladovale velike države, ki so jih vodile dinastije despotov.
Grki so novo pridobljena območja množično kolonizirali. S tem se je v helenizmu grška kultura razširila vse do Indije. Vpliv avtohtonih kultur na grško je bil še posebej izrazit na verskem področju, kjer so Grki prevzemali orientalska božanstva (med drugimi Serapisa). Na atiški grščini temelječe narečje kojne (grško "skupno") je v helenističnem svetu postalo lingua franca.

Doseženi so bili napredki na raznovrstnih umetniških in znanstvenih področjih. V književnosti so imeli velik vpliv neoteriki, nova grška komedija in pa Septuaginta, najstarejši grški prevod Stare zaveze. Pojavili sta se dve zelo pomembni filozofski smeri, stoicizem in epikurejstvo. Med najpomembnejšimi helenističnimi znanstveniki sta bila matematik Evklid in vseved Arhimed.
Ok. 238 pr. n. št. so selevkidski Iran trajno osvojili Parti. V 2. st. pr. n. št. so v grški svet pričeli posegati Rimljani in ga do konca 1. st. pr. n. št. v celoti osvojili. Kljub političnemu zatonu helenistične civilizacije je njen kulturni razvoj nemoteno potekal naprej vse do prevlade krščanstva v 4. st. n. št., oziroma v nekaterih ozirih celo do arabske osvojitve (632-661).

## Etimologija
Beseda naj bi izvirala iz nemškega izraza hellenistisch, iz starogrškega Ἑλληνιστής (Hellēnistḗs, 'tisti, ki uporablja grški jezik'), od Ἑλλάς (Hellás, 'Grčija'); kot "helenist" + "ic".
Beseda helenističen je sodoben izraz in koncept iz 19. stoletja; ideja o helenističnem obdobju v antični Grčiji ni obstajala. Čeprav so bile besede, povezane v obliki ali pomenu, npr. helenist (starogrško Ἑλληνιστής, Hellēnistēs), potrjene že od antičnih časov, se je sredi 19. stoletja Johann Gustav Droysen v svojem klasičnem delu Geschichte des Hellenismus (Zgodovina helenizma) skliceval in opredelil obdobje, ko se je grška kultura razširila po negrškem svetu po Aleksandrovem osvajanju . Po Droysnu so se helenistični in sorodni izrazi, npr. helenizem, pogosto uporabljali v različnih kontekstih; opazna uporaba v Kultura in anarhija Matthewa Arnolda, kjer se helenizem uporablja v nasprotju s hebrejstvom.
Glavni problem izraza helenističen je v njegovi udobnosti, saj širjenje grške kulture ni bil splošen pojav, ki ga pojem implicira. Na nekaterih območjih osvojenega sveta je bil grški vpliv večji. Izraz helenističen tudi pomeni, da so bili grški prebivalci večinski na območjih, na katerih so se naselili, vendar so bili v mnogih primerih grški naseljenci dejansko manjšina med domačim prebivalstvom. Grško prebivalstvo in avtohtono prebivalstvo se nista vedno mešali; Grki so se priselili in prinesli svojo kulturo, vendar se povezave niso vedno pojavljale.
"Helenističen" se razlikuje od "helenski", ker prvi zajema celotno področje neposrednega grškega vpliva, medtem ko se slednja beseda nanaša na samo Grčijo.

## Ozadje
Stara antična Grčija je bila tradicionalno groba zbirka močno neodvisnih mestnih držav. Po peloponeški vojni (431–404 pr. n. št.) je Grčija padla pod špartansko hegemonijo, v kateri je bila Šparta najpomembnejša, vendar ne vsestranska. Špartansko hegemonijo je nasledila Tebanska po bitki pri Levktri (371 pr. n. št.), toda po bitki pri Matineji (362 pr. n. št.) je bila vsa Grčija tako oslabljena, da nobena država ne bi mogla uveljavljati prevladujočega položaja. V tem kontekstu se je začel vzpon Makedonije pod kraljem Filipom II. Makedonskim, ki je bila na obrobju grškega sveta.  Čeprav je kraljevska družina zahtevala grški izvor, so Makedonci sami gledali zviška na polbarbarske preostale Grke. Makedonci so imeli razmeroma močno in centralizirano vlado in v primerjavi z večino grških držav neposredno nadzirali veliko območje.
Filip II. je bil močan in ekspanzionističen kralj in je izkoristil vsako priložnost za širitev makedonskega ozemlja. Leta 352 pr. n. št. je pripojil Tesalijo in Magnezijo. Leta 338 pr. n. št. je Filip premagal kombinirano tebansko in atensko vojsko v bitki pri Haroneji o desetletju nenavadnega spopada. Po tem je Filip ustanovil Korintsko zvezo, s čimer je večino Grčije pridobil pod neposredno oblast. Izvoljen je bil kot hegemon, načrtovana je bila akcija proti Ahemenidskemu cesarstvu. Vendar pa je bila ta kampanja v zgodnjih fazah ustavljena.
Kot očetov naslednik je Aleksander sam prevzel perzijsko vojno. V desetletju bojevanj je Aleksander osvojil celotno perzijsko cesarstvo in strmoglavil perzijskega kralja Dareja III. Osvojene dežele so vključevale Malo Azijo, Asirijo, Levant, Egipt, Mezopotamijo, Medijo, Perzijo in dele sodobnega Afganistana, Pakistana in stepe v osrednji Aziji. Med leti nenehnih bojev je Aleksander umrl leta 323 pred našim štetjem.
Po njegovi smrti so bila ogromna ozemlja, ki jih je Aleksander osvojil, v naslednjih dveh ali treh stoletjih pod močnim grškim vplivom (helenizacija), vse do vzhajajočega Rima na zahodu in Partskega cesarstva na vzhodu. Ker sta se grška in levantska kultura mešali, se je začela razvijati hibridna helenistična kultura in vztrajala tudi, če je bila izolirana od glavnih središč grške kulture (na primer v grško-baktrijskem kraljestvu).
Lahko trdimo, da bi se nekatere spremembe v makedonskem cesarstvu po Aleksandrovem osvajanju in med vladavino diadohov zgodile brez vpliva grške vladavine. Kot je omenil Peter Green, so bili številni dejavniki osvajanja združeni pod izrazom "helenistično obdobje". Posebna območja, ki jih je osvojila Aleksandrova invazijska vojska, vključno z Egiptom ter območji Male Azije in Mezopotamije, so se "prostovoljno" predala in gledala na Aleksandra bolj kot na osvoboditelja kot zmagovalca.
Poleg tega bi velikemu delu osvojenega območja še naprej vladali diadohi, Aleksandrovi generali in nasledniki. Na začetku je bil celoten imperij razdeljen med njih; vendar so bila nekatera ozemlja sorazmerno hitro izgubljena ali pa so ostala nominalno pod makedonsko vlado. Po 200 letih so ostale le precej zmanjšane in precej degenerirane države do rimskega osvajanja Ptolemajskega Egipta.

## Diadohi
Ko je umrl Aleksander Veliki (10. junija 323 pr. n. št.), je zapustil ogromen imperij, sestavljen iz mnogih avtonomnih ozemelj, ki so se imenovala satrapije. Brez izbranega naslednika so med njegovimi generali nastali neposredni spori o tem, kdo naj bi bil kralj Makedonije. Ti generali so postali znani kot diadohi (grško Διάδοχοι, diadokhoi, kar pomeni 'nasledniki').
Meleager in pehota sta podprla kandidaturo Aleksandrovega polbrata Filipa Arhideja, medtem ko je Perdikas, poveljnik konjenikov, podprl čakanje na Roksanino rojstvo Aleksandrovega otroka. Potem ko je pehota vpadla v Babilonsko palačo, je bil dogovorjen kompromis – Arhidej (kot Filip III.) bi moral postati kralj in bi skupaj vladal z Roksaninim otrokom ob predpostavki, da bo deček (kasneje je postal Aleksander IV.). Sam Perdikas bi postal regent (epimeletes) imperija in Meleager njegov poročnik. Kmalu pa je Perdikas umoril Meleagerja in druge vodje pehote ter prevzel popoln nadzor. Generali, ki so podpirali Perdika, so bili nagrajeni z razdelitvijo Babilona tako, da so postali satrapi različnih delov imperija, vendar je bil Perdikov položaj negotov, kajti, kot piše Arijan, "vsi so sumili njega in on njih".
Prva izmed vojn diadohov je izbruhnila, ko se je Perdikas načrtoval omožiti Aleksandrovo sestro Kleopatro in začel dvomiti o vodstvu Antigona I. Monoftalma v Mali Aziji. Antigon je pobegnil v Grčijo, nato pa se je skupaj z Antipatrom in Kraterjem (kilikijski satrap, ki je bil v Grčiji in se je boril v lamijski vojni) napadel Anatolijo. Upornike sta podpirala Lizimah, satrap iz Trakije, in Ptolemaj, egiptovski satrap. Čeprav je Evmen, satrap iz Kapadokije, premagal upornike v Mali Aziji, so Perdika med njegovim napadom v Egiptu (od 21. maja do 19. junija, 320 pr. n. št.) umorili njegovi generali Pejton, Selevk in Antigen (verjetno s pomočjo Ptolemaja). Ptolemaj se je sporazumel s Perdikovimi morilci, na njegovo mesto postavil Peitona in Arhideja, vendar so kmalu prišli do novega sporazuma z Antipaterjem – Triparadijska pogodba. Antipater je postal regent imperija, dva kralja sta bila preseljena v Makedonijo. Antigon je ostal pristojen za Malo Azijo, Ptolemaj je obdržal Egipt, Lizimah je zadržal Trakijo in Selevk I. je nadzoroval Babilon.
Druga vojna diadohov se je začela po smrti Antipaterja leta 319 pr. n. št. Mimo lastnega sina  Kasandra je Antipater razglasil za svojega naslednika Poliperhona kot regenta. Kasander se je uprl Poliperhontu (kateremu se je pridružil Evmen), podprli so ga Antigon, Lizimah in Ptolemaj. Leta 317 je Kasander vdrl v Makedonijo, prevzel nadzor nad njo, obsodil Olimpijo na smrt in ujel deškega kralja Aleksandra IV. in njegovo mater. V Aziji so Evmena njegovi možje po dolgih akcijah izdali in se pridružili Antigonu, ki ga je dal usmrtiti.
Tretja vojna diadohov je izbruhnila zaradi naraščajoče moči in ambicij Antigona. Začel je odstranjevati in imenovati satrape, kot da bi bil kralj, in tudi napadel kraljevske zakladnice v Ekbatani, Perzepolisu in Susi ter vzel 25.000 talentov. Selevk je bil prisiljen bežati v Egipt in Antigon je bil kmalu v vojni s Ptolemajem, Lizimahom in Kasandrom. Nato je napadel Fenicijo, oblegal Tir, napadel Gazo in začel graditi floto. Ptolemaj je napadel Sirijo in porazil Antigonovega sina Demetrija Poliorketa v bitki pri Gazi leta 312 pr. n. št., kar je Selevku omogočilo, da je pridobil nadzor nad Babilonijo in vzhodnimi satrapijami. Leta 310 je Kasander mladega kralja Aleksandra IV. in njegovo mater Roksano umoril in končal rodbino Argeadov, ki je več stoletij vladala Makedoniji.
Antigon je nato poslal svojega sina Demetrija, da bi ponovno prevzel nadzor nad Grčijo. Leta 307 je zavzel Atene, izgnal Demetrija Faleronskega, Kasandrovega guvernerja, in ponovno razglasil svobodno mesto. Demetrij je zdaj usmeril pozornost na Ptolemaja, ga premagal s svojo floto v bitki pri Salamini in prevzel nadzor nad Ciprom. Po tej zmagi je Antigon prevzel naslov kralja – bazilej (basileus) in ga podelil svojemu sinu Demetriju Poliorketu, kmalu pa so mu sledili preostali diadohi. Demetrij je nadaljeval svoje akcije, tako da je oblegal Rodos, leta 302 osvojil večino Grčije ter ustvaril zvezo proti Kasandrovi Makedoniji.
Odločna vpletenost v vojno je prišla, ko je Lizimah napadel in prevzel velik del zahodne Anatolije, vendar sta ga Antigon in Demetrij blizu Ipsa v Frigiji kmalu osamila. Selevk je prišel pravočasno, da bi rešil Lizimaha in popolnoma uničil Antigona v bitki pri Ipsu leta 301 pred našim štetjem. Selevkovi bojni sloni so bili odločilni, Antigon je bil umorjen, Demetrij pa je pobegnil v Grčijo, da bi poskušal ohraniti ostanke svoje vladavine, tako da je ponovno opozoril na uporne Atene. Medtem je Lizimah prevzel Jonijo, Selevk Kilikijo in Ptolemaj Ciper.
Po Kasandrovi smrti leta 298 pr. n. št. je Demetrij, ki je še vedno ohranjal precejšnjo zvesto vojsko in floto, napadel Makedonijo, prevzel makedonski prestol (294) in osvojil Tesalijo in večino osrednje Grčije (293–291). Poražen je bil leta 288 pr. n. št., ko sta Lizimah iz Trakije in Pir iz Epira napadla Makedonijo na dveh frontah in hitro izterjala kraljestvo zase. Demetrij je s plačanci pobegnil v osrednjo Grčijo in začel iskati podporo tam in na severnem Peloponezu. Ponovno je oblegal Atene po tem, ko so se obrnile k njemu, sklenil mir z Atenci in Ptolemajem,  kar je omogočilo, da je prestopil v Malo Azijo in se lotil vojne na Lizimahovih ozemljih v Joniji, pri čemer je v Grčiji zapustil sina Antigona Gonata. Po začetnih uspehih se je bil leta 285 prisiljen predati Selevku in kasneje umrl v ujetništvu. Lizimah, ki je zase prevzel Makedonijo in Tesalijo, je bil prisiljen v vojno, ko je Selevk napadel njegova ozemlja v Aziji in bil poražen in umrl leta 281 pred n. št. v bitki pri Korupediji v bližini Sard. Selevk je nato poskušal osvojiti evropska ozemlja Lizimaha v Trakiji in Makedoniji, vendar ga je umoril Ptolemaj Keravn ("blisk"), ki se je zatekel na Selevkov dvor in nato sam priznal za kralja Makedonije. Ptolemaj je bil umorjen, ko so ga leta 279 napadli Galci, njegova glava pa je bila nataknjena na kopje in država je padla v anarhijo. Antigon II. Gonat je poleti 277 napadel Trakijo in premagal veliko silo 18.000 Galcev. Hitro so ga pozdravili kot kralja Makedonije in vladal je še 35 let.
Na tej točki je bila vzpostavljena tristranska ozemeljska delitev helenističnega obdobja, pri čemer so glavne helenistične moči Makedonije pod Demetrijevim sinom Antigonom II. Gonatom, Ptolemajskim kraljestvom pod starim Ptolemajem I. in Selevkidskim cesarstvom pod Antiohom I. Soterjem.

## Konec helenizma
Znanstveniki in zgodovinarji so razdeljeni glede tega, kateri dogodek kaže na konec helenistične dobe. Helenistično obdobje se je lahko končalo z dokončnim osvajanjem osrednjega grškega prostora od Rima leta 146 pr. n. št. Po ahajski vojni s končnim porazom Ptolemajskega kraljestva v bitki pri Akciju leta 31 pred našim štetjem ali celo s premikom prestolnice Rimskega imperija cesarja Konstantina v Konstantinopel leta 330..

## Kultura
Helenistična kultura je bila uspešna na več področjih, še posebej pri ohranjanju preteklosti. Države helenističnega obdobja so bile globoko povezane s preteklostjo in njeno navidezno izgubljeno slavo. Ohranjanje številnih klasičnih in arhaičnih umetniških del in literature (vključno z deli treh velikih klasičnih tragedij Ajshila, Sofokleja in Evripida) so posledica prizadevanj helenističnih Grkov. Muzej in knjižnica v Aleksandriji sta bila središče te ohranjevalne dejavnosti. S podporo kraljevskih štipendij so aleksandrijski učenjaki zbirali, prevedli, kopirali, razvrščali in kritizirali vsako knjigo, ki so jo našli. Večina velikih literarnih likov helenističnega obdobja je študirala v Aleksandriji in tam raziskovala. Učeni pesniki niso pisali samo poezije, temveč tudi razprave o Homerju in drugi arhaični in klasični grški literaturi.
Atene so ohranile svoj položaj kot najuglednejši sedež visokošolskega izobraževanja, zlasti v filozofiji in retoriki, s pomembnimi knjižnicami in filozofskimi šolami. Aleksandrija je imela monumentalni muzej (tj. raziskovalni center) in knjižnico, ki je po ocenah imela 700.000 knjig. Mesto Pergamon je tudi imelo veliko knjižnico in postalo glavno  knjižno središče. Otok Rodos je tudi imel knjižnico in se ponašal s slavno šolo za politiko in diplomacijo. Knjižnice so bile tudi v Antiohiji, Peli in na Kosu. Cicero se je izobraževal v Atenah in Mark Antonij na Rodosu. Antiohija je bila ustanovljena kot metropola in središče grškega učenja, ki je ohranila svoj status še v obdobju krščanstva. Selevk je zamenjal Babilon kot metropolo spodnjega Tigrisa.
Širitev grške kulture in jezika na Bližnji vzhod in v Azijo je bila pomembna za razvoj novoustanovljenih mest in namerno politiko kolonizacije držav naslednic, kar je bilo nujno za vzdrževanje njihovih vojaških sil. Naselja, kot je Ai-Khanoum (danes v Afganistanu), ki so bila na trgovskih poteh, so omogočila mešanje in širjenje grške kulture. Jezik Filipovega in Aleksandrovega dvora in vojske (ki je bil sestavljen iz različnih grških in negrško govorečih ljudstev) je bila različica atiškega grškega jezika in sčasoma se je ta jezik razvil v koine, lingua franca držav naslednic.
Opredelitev lokalnih bogov s podobnimi grškimi božanstvi, prakso, imenovano "interpretatio graeca", je olajšala gradnjo templjev v grškem slogu, grška kultura v mestih pa je pomenila tudi, da so nastale javne stavbe, kot so gimnaziji in gledališča. Mnoga mesta so ohranjala nominalno avtonomijo, medtem ko so bila pod vladavino lokalnega kralja ali satrapa in so pogosto imela institucije v grškem slogu. Našli so grško dediščino, kipe, arhitekturo in napise. Vendar lokalna kultura ni bila zamenjana in se je večinoma prilagodila, zdaj z novo grško-makedonsko ali drugačno helenizirano elito. Primer, ki prikazuje širjenje grškega gledališča, je Plutarhova zgodba o smrti Marka Licija Krasa, v kateri je bila njegova glava odnesena na partski dvor in uporabljena kot gledališki rekvizit v predstavi Bakhantke. Našli so tudi gledališča: na primer v Ai-Khanoumu na robu Baktrije – gledališče ima 35 vrst in je večje od gledališča v Babilonu.
Širjenje grškega vpliva in jezika je prikazano tudi na starogrških kovancih. Portreti so postali bolj realistični, pri čemer je bil kovanec pogosto uporabljen za prikaz propagandne podobe, ki spominja na dogodek ali prikazuje podobo privilegiranega boga. Uporaba grškega portreta in grškega jezika se je nadaljevala pod rimskim, partskim in kušanskim imperijem, čeprav je bila uporaba grščine v upadu.

### Helenizacija in akulturacija
Zasnova helenizacije, to je sprejetje grške kulture v grških regijah, je že dolgo sporno. Nedvomno se je grški vpliv razširil na helenističnih območjih, a v kolikšni meri in ali je to bila namerna politika ali le kulturno združevanje, so zelo razpravljali.
Zdi se verjetno, da je sam Aleksander sledil politikam, ki so pripeljale do helenizacije, kot so temelji novih mest in grških kolonij. Čeprav je morda namerno poskušal razširiti grško kulturo (ali kot pravi Arijan, "da bi civilizirali domorodce"), je verjetnejše, da so bili to pragmatični ukrepi, ki so bili namenjeni pomoči pri vladanju ogromnega cesarstva. Mesta in kolonije so bili središče upravnega nadzora in makedonske oblasti v novo osvojeni regiji. Zdi se, da je Aleksander poskušal ustvariti mešano grško-perzijsko elitno vrsto, kot sta pokazala poroka v Susi in njegovo sprejetje nekaterih oblik perzijske obleke in dvorne kulture. V vojsko in celo elitne konjeniške enote spremljevalne konjenice je pripeljal perzijske in druge grške ljudi. Še enkrat je verjetno bolje videti to politiko kot pragmatičen odziv na zahteve vladanja velikega imperija kot idealizirani poskus, da grško kulturo pripeljejo k "barbarom". Ta način je imel za Grke grenak priokus in po Aleksandrovi smrti ga je zavrnila večina diadohov. To politiko je mogoče razlagati tudi kot posledico Aleksandrove megalomanije v njegovih kasnejših letih.
Po Aleksandrovi smrti leta 323 pr. n. št. je priliv grških kolonistov v nove kraje še naprej širil grško kulturo v Azijo. Ustanovitev novih mest in vojaških kolonij je bila pomemben del boja slednjih za nadzor nad katero koli posamezno regijo, ki je še naprej ostala središče kulturne razpršitve. Zdi se, da se je širitev grške kulture pod nasledniki večinoma zgodila s širjenjem samih Grkov, ne pa kot dejavna politika.
V celotnem helenističnem svetu so ti grško-makedonski kolonisti sebe imeli za nekaj več kot "barbare" in izključili večino Negrkov iz zgornjih krogov dvornega in državnega življenja. Večina avtohtonega prebivalstva ni bila helenizirana, ni imela dostopa do grške kulture in so jo grški gospodarji pogosto zapostavljali. Gimnaziji in grška izobrazba so bili na primer le za Grke. Grška mesta in kolonije so morda izvozile grško umetnost in arhitekturo do Inda, vendar so bile to večinoma enklave grške kulture za podporo grški eliti. Stopnja vpliva, ki jo je grška kultura imela v celotnem helenističnem svetu, je bila zato zelo lokalizirana in je temeljila predvsem na nekaj velikih mestih, kot sta Aleksandrija in Antiohija. Nekateri domačini so se učili grško in sprejeli grške navade, to pa je bilo večinoma omejeno na nekaj lokalnih elit, ki jim je bilo dovoljeno obdržati svoja delovna mesta pri diadohih, in tudi majhno število administratorjev srednjih ravni, ki so delovali kot posredniki med grško govorečim zgornjim razredom in njihovi subjekti. V Selevkidskem cesarstvu je na primer ta skupina znašala le 2,5 % uradnega razreda.
Helenistična umetnost je kljub temu močno vplivala na kulture, ki jih je prizadelo helenistično širjenje. Na indijski podcelini je bil helenistični vpliv na indijsko umetnost velik in daljnosežen in je trajal več stoletij po napadih Aleksandra Velikega.
Zdi se, da so se nasledniki kljub svoji začetni nesposobnosti kasneje namerno naturalizirali v svojih različnih regijah, verjetno zato, da bi pomagali ohranjati nadzor nad prebivalstvom. V Ptolemajskem kraljestvu najdemo nekatere egiptovske Grke do 2. stoletja. V indo-grškem kraljestvu najdemo kralje, ki so se spreobračali v budizem (npr. Menander). Grki v regijah postopoma postajajo "lokalizirani" in po potrebi sprejemajo lokalne običaje. Na ta način so se naravno pojavile hibridne "helenistične" kulture, vsaj med zgornjimi sloji družbe.
Usmeritve helenizacije so zato spremljali tudi Grki, ki so sčasoma sprejeli avtohtone običaje, to pa je bilo zelo raznovrstno glede na kraj in družbeni razred. Daleč od Sredozemlja in nižjega socialnega statusa je bilo verjetnejše, da so kolonisti sprejeli krajevne običaje, medtem ko so grško-makedonske elite in kraljeve družine po navadi ostajale temeljito grške in zviška gledale večino negrkov. Šele v času Kleopatre VII. se je ptolemajski vladar trudil, da se je učil egipčanskega jezika svojih podanikov.

### Religija
V helenističnem obdobju je v grški veroizpovedi obstajala večja kontinuiteta: grški bogovi so se še naprej častili in se uporabljali isti obredi kot prej. Vendar pa so socialno-politične spremembe, ki jih je prineslo osvajanje perzijskega imperija in grškega izseljevanja v tujino, pomenile, da so se spremenile tudi verske prakse. Te so se zelo razlikovale glede na lokacijo. Atene, Šparta in večina mest na grški celini niso poznali veliko verskih sprememb ali novih bogov (razen egiptovske Izide v Atenah ), medtem ko je multietnična Aleksandrija imela zelo raznovrstno skupino bogov in verskih praks, tudi egiptovsko, judovsko in grško. Grški izseljenci so svojo grško religijo pripeljali s seboj, kamor so šli, tudi v Indijo in Afganistan. Negrki so imeli tudi več svobode za potovanja in trgovino po celotnem Sredozemlju, v tem času pa lahko vidimo egipčanske bogove, kot je Sarapis, in sirsko boginjo Atargatido in boga Hadada ali Iškurja, pa tudi judovsko sinagogo, ki skupaj sobivajo na otoku Delosu s klasičnimi grškimi božanstvi. Običajna praksa je bila grške bogove spojiti z domorodnimi bogovi, ki so imeli podobne značilnosti, kar je ustvarilo nove zlitke, kot so Zevs – Amon, Afrodita – Hagne (helenizirana Atargatida) in Izida – Demetra.
Helenistične monarhije so bile tesno povezane z verskim življenjem kraljestev, ki so jim vladali. To je bilo značilno že za makedonsko kraljestvo, ki je imelo duhovniške dolžnosti. Helenistični kralji so sprejeli patronska božanstva kot varovala svoje hiše in včasih zahtevali njihov izvor. Na primer, Selevkidi so prevzeli Apolona kot pokrovitelja, Antigonidi so imeli Herakleja in Ptolemajci so častili Dioniza.
Čaščenje dinastičnih vladarskih kultov je bila tudi značilnost tega obdobja, predvsem v Egiptu, kjer so Ptolemajci sprejeli prejšnjo faraonsko prakso in se uveljavili kot božji kralji. Ti kulti so bili običajno povezani s posebnim templjem v čast vladarja, kot je Ptolemajeja v Aleksandriji, in imeli svoje festivale in gledališke predstave. Ustanovitev vladarskih kultov je bolj temeljila na sistematiziranih časteh, ki so jih ponudili kraljem (žrtvovanje, proskineza, kipi, oltarji, hvalnice), ki so jih postavili na oltar z bogovi (izoteizem), kot na dejanskem prepričanju njihove božanske narave. Po Petru Greenu ti kulti niso ustvarili resničnega prepričanja o božanstvu vladarjev med Grki in Makedonci. Čaščenje Aleksandra je bilo prav tako priljubljeno kot v dolgoživem kultu v Eritreji in seveda v Aleksandriji, kjer je bil njegov grob.
V helenistični dobi se je povečalo razočaranje nad tradicionalno religijo. Vzpon filozofije in znanosti je odstranil bogove z mnogih njihovih tradicionalnih področij, kot so njihova vloga pri gibanju nebeških teles in naravnih nesreč. Sofisti so razglasili osrednjo vlogo človeštva in agnosticizma; popularno je postalo verovanje v evhemerizem (pogled, da so bogovi preprosto stari kralji in junaki). Ljudski filozof Epikur je spodbudil pogled na nezainteresirane bogove, ki živijo daleč od človeškega prostora v metakozmiji. Apoteoza vladarjev je prinesla tudi idejo o božanstvu na Zemlji. Zdi se, da je medtem religioznost precej upadla, kar je bilo večinoma namenjeno izobraženim razredom.
Zelo razširjeno je bilo čaranje, kar je bilo nadaljevanje prejšnjih časov. V celotnem helenističnem svetu so se ljudje posvetovali z oraklji in uporabljali čare in figurice, da bi preprečili nesrečo ali uničili uroke. V tem času se je razvil tudi zapleten sistem astrologije, ki je skušal določiti osebnostni značaj in prihodnost v gibanju sonca, lune in planetov. Astrologija je bila zelo povezana s kultom Tihe (sreča, bogastvo), katerega priljubljenost je v tem obdobju rasla.

### Filozofija
V helenističnem obdobju se je razvilo veliko različnih šol. Atene s svojimi številnimi filozofskimi šolami še naprej ostajajo središče filozofske misli, a so izgubile svojo politično svobodo in helenistična filozofija je izraz tega novega težkega obdobja. V teh političnih razmerah so helenistični filozofi začeli iskati cilje, kot so ataraksija (stanje duševne umirjenosti), avtarkija (samozadostnost) in apatija (v stoicizmu se nanaša na stanje uma, v katerem strasti ne motijo – svoboda trpljenja), kar bi jim omogočilo, da bi uničili dobro počutje ali evdajmonijo (blaženost). Zanimanje za notranje življenje z osebno notranjo svobodo in  uresničevanje evdajmonije sta skupni vsem helenističnim filozofskim šolam.
Epikurejci in ciniki so zavrnili javne pisarne in civilno službo, kar je pomenilo zavrnitev samega polisa, opredeljene institucije grškega sveta. Epikur je kot svoj končni cilj spodbujal atomizem in asketizem, ki temeljita na svobodi bolečine. Ciniki, kot je Diogen iz Sinope, so zavračali vse materialne stvari in socialne konvencije (nomos) kot nenaravne in neuporabne. V kirenski šoli so se zavzeli za hedonizem in trdili, da je užitek edino resnično dobro. Stoicizem, ki ga je ustanovil Zenon iz Kitija, je učil, da je vrlina dovolj za evdajmonijo, saj bi omogočila živeti v skladu z Naravo ali Logosom. Zenon je postal izjemno priljubljen; Atenci so mu postavili zlat kip, Antigon II. Gonata pa ga je povabil na makedonski dvor. Filozofske šole Aristotela (Peripatetics Lyceum) in Platona (platonizem na Akademiji) so bile tudi vplivne. Akademija se je pod Arkezilajem sčasoma obrnila na akademski skepticizem, dokler se ni Antioh iz Askalona (leta 90 pr. n. št.) zavzel za neoplatonizem. Helenistična filozofija je pomembno vplivala na grško vladajočo elito. Primeri so atenski državnik Demetrij iz Falerona, ki je študiral na liceju; špartanski kralj Kleomen III., ki je bil študent stoika Sfajrosa Boristena; Antigon II., ki je bil tudi znan stoik. To je mogoče reči tudi o rimskih višjih slojih, v katerih je prevladoval stoicizem, kot je razvidno iz dela Meditacije rimskega cesarja Marka Avrelija in Ciceronovih del.
Širjenje krščanstva po rimskem svetu, ki mu je sledilo širjenje islama, je začetek konca helenistične filozofije in začetek srednjeveške filozofije (pogosto nasilno, kot pod Justinijanom I.), v katerem so prevladovale tri abrahamske tradicije: judovska filozofija, krščanska filozofija in zgodnja islamska filozofija. Kljub tej spremembi je helenistična filozofija še naprej vplivala na te tri verske tradicije in renesančno misel, ki jim je sledila.

### Znanost
Helenistična kultura je ustvarila učne točke po vsem Sredozemlju. Helenistična znanost se je razlikovala od grške znanosti vsaj na dva načina: prvič, imela je koristi od navzkrižne oploditve grških idej s tistimi, ki so se razvile v velikem helenističnem svetu; drugič, do neke mere jo podpirajo kraljevi pokrovitelji v kraljestvih, ki so jih ustanovili Aleksandrovi nasledniki. Za helenistično znanost je bila še posebej pomembna Aleksandrija v Egiptu, ki je postala glavno središče znanstvenih raziskav v 3. stoletju pred našim štetjem. Helenistični učenjaki so v svojih znanstvenih raziskavah pogosto uporabljali načela, razvita v starejši grški misli: uporabo matematike in namerno empirično raziskovanje.
Helenistični geometri, kot so Arhimed (okoli 287–212 pr. n. št.), Apolonij iz Pergeje (262–190 pr. n. št.) in Evklid (325–265 pr. n. št.), katerega Elementi so bili najpomembnejši učbenik matematike do 19. stoletja, so svoje delo gradili na delu pitagorejcev v helenističnem obdobju. Evklid je razvil dokaze za Pitagorov izrek, neskončnost prvin in se ukvarjal s petimi platonskimi telesi . Eratosten je svoje poznavanje geometrije uporabil za merjenje oboda Zemlje. Njegov izračun je bil izredno natančen. Bil je tudi prvi, ki je izračunal nagib Zemljine osi (znova z izjemno natančnostjo). Poleg tega je lahko natančno izračunal razdaljo od Zemlje do Sonca in izumil prestopni dan. Eratosten je, znan kot "oče geografije", ustvaril tudi prvi zemljevid sveta, ki vključuje vzporednike in meridiane na podlagi razpoložljivega geografskega znanja o dobi.
Astronomi, kot je Hiparh (190–120 pr. n. št.), so temeljili na meritvah babilonskih astronomov pred njim, da bi izmerili precesijo Zemlje. Plinij poroča, da je Hiparh izdelal prvi sistematični zvezdni katalog, potem ko je opazil novo zvezdo (ne vemo, ali je to nova ali komet) in želel ohraniti astronomski zapis zvezd, tako da bi lahko odkrili druge nove zvezde . Nedavno so trdili, da nebesni globus, ki temelji na Hiparhovem katalogu zvezd, sedi na širokih ramenih velikega kipa drugega stoletja, znanega kot Farnesejev Atlas . Drugi astronom, Aristarh s Samosa je razvil heliocentrični sistem.
Raven helenističnih dosežkov v astronomiji in inženirstvu je veličastno pokazal mehanizem z Antikitere (150–100 pr. n. št.). To je mehansko računalo s 37 zobniki, ki je izračunalo gibanje Sonca in Lune, vključno z luninimi in sončnimi mrki, ki so bili predvideni na podlagi astronomskih obdobij, za katere se domneva, da so se jih naučili od Babiloncev. Naprave te vrste niso našli vse do 10. stoletja, ko je perzijski učenjak Al-Biruni opisal enostavnejše osemzobno luno – sončno računalo, ki je bilo vključeno v astrolab. Podobno zapletene naprave so razvili tudi drugi muslimanski inženirji in astronomi v srednjem veku.
Medicina, v kateri je prevladovala Hipokratova tradicija, je videla nov napredek pri Praksagori s Kosa, ki je teoretiziral, da kri potuje skozi žile. Herofil (335–280 pr. n. št.) je bil prvi, ki je svoje ugotovitve utemeljil na seciranju človeškega telesa in poskusih na živalih ter natančno opisal živčni sistem, jetra in druge ključne organe. Pod vplivom Filina s Kosa, študenta Herofila, se je pojavila nova medicinska šola, empirična šola, ki je temeljila na strogem opazovanju in zavrnila nevidne vzroke dogmatske šole.
Bolos iz Mendesa je razvijal alkimijo, Teofrast je bil znan po svojem delu pri razvrstitvi rastlin. Kratevas je napisal povzetek o botanični farmaciji. Aleksandrijska knjižnica je imela živalski vrt za raziskovanje in helenistične zoologe, kot so Arhelaj, Leonid iz Bizanca, Apolodor iz Aleksandrije in Bion iz Solija.
Tehnološki razvoj iz helenističnega obdobja vključuje zobnike, jermenice, vijak, Arhimedov vijak, vijačno stiskalnico, steklopihaštvo, votlo bronasto litje, geodetske merilne naprave, odometer, pantograf, vodno uro, vodne orgle in batno črpalko.
Razlaga helenistične znanosti se zelo razlikuje. V eni skrajnosti je pogled angleškega klasičnega učenjaka Cornforda, ki je verjel, da je bilo "vse najpomembnejše in izvirno delo opravljeno v treh stoletjih od 600 do 300 pr. n. št."  Na drugi strani je stališče italijanskega fizika in matematika Lucia Russa, ki trdi, da je bila znanstvena metoda dejansko rojena v 3. stoletju pred našim štetjem, a so jo v rimskem obdobju pozabili in oživili v renesansi.

### Vojaška znanost
Helenistična vojska je bila nadaljevanje vojaškega razvoja Ifikrata in Filipa II. Makedonskega, zlasti uporaba makedonske falange, strnjene vrste kopjenoscev skupaj s težko konjenico. Armada helenističnega obdobja se razlikuje od armade v klasičnem obdobju, saj je bila  sestavljena v glavnem iz poklicnih vojakov, pa tudi zaradi njihove večje specializacije in tehnične usposobljenosti pri obleganju. Helenistična vojska je bila precej večja od klasične grške in je imela grške plačance (misthophoroi) in tudi negrške vojake, kot so bili Tračani, Galci, Egipčani in Iranci. Nekatere etnične skupine so bile znane po svojih borilnih veščinah pri določenem načinu boja in so bile zelo iskane, na primer tarentska konjenica, kretski lokostrelci, rodoški fračarji in tračanski kopjenosci. V tem obdobju so bile izumljene nove vrste orožja in nove vojaške skupine, kot so tureofori (tureoforoi) in torakiti (torakitai), ki so uporabljali ovalni ščit turej (tureos) in se borili s kopjem in mečem (makhaira). Selevkidi, Grški Baktrijci, Armenci in Ponti so uporabljali močno oklepljene konjenike katafrakte in lokostrelce na konjih. Uporabljali so tudi bojne slone. Selevk je od Mavrskega imperija sprejel indijske bojne slone in jih dobro izkoristil v bitki pri Ipsu. Ohranil je jedro 500 živali v Apameji ob Evfratu. Ptolemajci so uporabljali manjšega afriškega slona.
Helenistična vojaška oprema je bila na splošno precej večja. Vojne ladje helenistične dobe so se iz trireme povečale tako, da so pridobile več vrst vesel in večje veslačev in vojakov kot v kvadriremi in kvinkiremi. Ptolemajska tesarakontera je bila največja ladja, zgrajena v antiki. V tem obdobju so bile razvite nove oblegovalne naprave. Nepoznan inženir je razvil torzijski katapult (okoli 360), Dionizij iz Aleksandrije je oblikoval ponavljajočo se balisto, polibol. Ohranjeni primeri krogelnih izstrelkov so težki od 4,4 do 78 kg. Demetrij I. Poliorket je bil poznan po velikih oblegovalnih napravah, ki so bile uporabljene v njegovih akcijah, zlasti med dvanajstmesečnim obleganjem Rodosa, ko je naročil Epimahu Atenskemu zgraditi ogromen stolp, težek 160 ton, imenovan helepolis, in ga napolnil z artilerijo.

### Umetnost
Izraz helenističen je sodoben izum; helenistični svet ni bilo le ogromno območje, ki je obsegalo celotno Egejsko morje v primerjavi s klasično Grčijo, osredotočeno na polis v Atenah in Šparti, ampak tudi dolgo časovno obdobje. V umetniškem smislu to pomeni veliko raznovrstnost, ki jo pogosto imenujemo helenistična umetnost.
Helenistična umetnost pogosto velja za prehodno obdobje, včasih tudi za dekadenco ali degeneracijo v primerjavi z razsvetljenjem grške klasične dobe. Prekinila je z idealističnimi, izpopolnjenimi, mirnimi in sestavljenimi liki klasične grške umetnosti in razvil se je slog, v katerem sta prevladala realizem in prikazovanje čustev (patos) in značaja (etos). Motiv lažnega realističnega naturalizma v umetnosti (aletheia) se kaže v zgodbah slikarja Zevksisa, za katerega je bilo rečeno, da je naslikal grozdje, ki se je zdelo tako resnično, da so priletele ptice in ga zobale. Gola ženska je postala bolj priljubljena kot poosebljenje Praksitelove Knidske Afrodite, umetnost je na splošno postajala bolj erotična (npr. Leda in labod in Skopasov Potos). Prevladujoča ideala helenistične umetnosti sta bila čutnost in strast.
Ljudje vseh starosti in družbenih slojev so bili upodobljeni v umetnosti helenistične dobe. Umetniki, kot je Pejrajkos, so za svoje slike izbirali vsakdanje in nižje sloje. Po Plinijevem mnenju je "slikal brivnice, čevljarske stojnice, osle, hrano in podobne predmete, s čimer si je zaslužil ime rhyparographos (slikar umazanije/nizkotnih stvari). V teh temah je lahko našel zadovoljstvo, več kot so drugi umetniki dobili za svoje velike slike" (Naravoslovje, XXXV. knjiga, 112). Tudi barbari, kot so Galijci, so bili upodobljeni kot junaki, ki jih je prikazal v herojski obliki, umetniški temi plemenitega divjaka. Podoba Aleksandra Velikega je bila tudi pomembna umetniška tema, vsi diadohi so hoteli biti naslikani z mladostnim Aleksandrovim videzom. Številna najbolj znana dela grškega kiparstva pripadajo helenističnemu obdobju, vključno z Laokoontovo skupino, Miloško Venero in Samotraško Nike.
Razvoj slikarstva je vključeval poskuse v tehniki chiaroscúro (svetlo-temno), na primer Zevksis, krajinsko slikarstvo in tihožitja . Grški templji, zgrajeni v helenističnem obdobju, so bili večinoma večji od klasičnih, kot so Artemidin tempelj v Efezu, Artemidin tempelj v Sardah in Apolonov tempelj pri Didimi (ki ga je Selevk 300 let pred našim štetjem obnovil). V helenističnem obdobju je tudi kraljevska palača (bazilejon) postala lastnina, na primer mogočna vila Kasandra iz 4. stoletja v Vergini.
V tem obdobju so nastala tudi prva pisna dela umetnostne zgodovine v zgodovini Durisa s Samosa in Ksenokrata iz Aten, kiparja in zgodovinarja kiparstva in slikarstva.
Za pisno zgodovino tega obdobja je bilo značilno, da je bila helenistična umetnost prikazana kot dekadentni slog po zlati dobi klasičnih Aten. Plinij starejši pri opisu skulpture klasičnega obdobja pravi: Cessavit deinde ars ('potem je umetnost izginila'). V umetnosti 18. stoletja sta se izraza barok in rokoko včasih uporabljala za to celovito in individualno obdobje. Novi zgodovinski pogledi in nekatera nedavna odkritja, kot so grobnice v Vergini, omogočajo boljše vrednotenje umetniškega bogastva tega obdobja.